# Jacques Morier-Genoud
Jacques Morier-Genoud (Château-d'Œx, 3 oktober 1934) is een Zwitsers advocaat en politicus voor de Sociaaldemocratische Partij van Zwitserland (SP/PS) uit het kanton Vaud.

## Biografie
Jacques Morier-Genoud behaalde in 1956 een licentie in de rechten en in 1958 een doctoraat in de rechtsvergelijking. Hij vestigde zich in Lausanne als advocaat in 1960. Vanaf 1963 werkte hij tevens voor de krant Domaine public, een onafhankelijk weekblad in Romandië.
Tussen 1965 en 1969 was hij gemeenteraadslid (wetgevende macht) van Lausanne. Hij was tussen 1966 en 1975 tevens lid van de Grote Raad van Vaud. Bij de federale parlementsverkiezingen van 1975 werd hij verkozen in de Kantonsraad. Hij zetelde er gedurende één legislatuur, van 1 december 1975 tot 25 november 1979.
Met zijn verkiezing werd Morier-Genoud het eerste socialistische Kantonsraadslid voor het kanton Vaud. Hij wist de zetel te veroveren die al sinds 1945 in handen was van de Liberale Partij van Zwitserland (LPS/PLS) en die sindsdien door Frédéric Fauquex (1945-1963) en Louis Guisan (1963-1975) werd bekleed. In 1979 verloren de socialisten hun zetel opnieuw aan de liberalen, na de verkiezing van Hubert Reymond in de Kantonsraad. De socialisten zouden een tweede maal een Vaudse Kantonsraadszetel verwerven bij de federale parlementsverkiezingen van 1991, toen Yvette Jaggi als eerste vrouwelijke Vaudse Kantonsraadslid werd verkozen, ditmaal ten koste van de Vrijzinnig-Democratische Partij (FDP/PRD).